# おいら女蛮 決戦!パンス党
『おいら女蛮 決戦!パンス党』（おいらすけばん けっせん パンスとう）は、1992年（平成4年）7月24日に制作・発売されたオリジナルビデオ。
永井豪の漫画である『おいら女蛮』を原作としている。

## キャスト
- 女 蛮子：武田真治
- 男 男子：原田和代
- 女 蛮千代：広田恵子
- 羽田圭子
- 藤木義勝
- 浅井理恵
- 松本由香
- 渡辺由架
- 塩川健司
- 相羽香奈
- 秋吉亜矢子
- 高瀬彩乃
- 古屋由美子
- 山中千絵子
- 倉持かおり
- 内田雅己
- 蔵義貴
- 吹野芽久
- 宮本奈々
- 佐藤靖恵
- 飯塚万希子
- 脇田亜矢子
- 富山啓子
- 大村葉子
- 川島章代
- 佐々木恵子
- 名久井喜衣
- 高田昌治
- 渡辺朋子
- 大塚寛
- 山下和成
- 岩崎弘樹
- 田中幸夫
- 清川耕史
- 羽村英
- 香山里美
- 太田貴也
- 河合あすか
- 東レナ
- 高田ゆき
- 永井豪（特別出演）
- 風見しんご（友情出演）
- 河原浩史
- 武藤育之
- 上井茂
- 田口徳太
- 高清水融
- 長谷川幸夫
- 渡辺勝重
- 榎本貴
- 神山兼三
- 小野島泰宏
- 西村敦也
- 古賀亘
- 大滝明利
- 皇生カオリ
- 河田美帆
- 大井淳子
- 大沢美浪子
- レオナルド熊
- 女 蛮角：原田大二郎

## スタッフ
- 原作：永井豪
- 脚本：辻真先
- 監督：石井てるよし
- 音楽：国本佳宏
- 撮影：中井正義、後藤友輝、高畑守
- VE：木村静夫
- 照明：斉藤直樹、林本修一、河原真一、加藤全彦、江黒裕介
- 録音：新川昌史、山田均、高桑英章、泉野謙二
- 美術：藤原慎二
- 装飾：鶴田奈津世
- 小道具：中田美雪
- メイク：小沢典子
- スタイリスト：大野智加
- 殺陣：二家本辰巳（アーバンアクターズ）
- 記録：河島順子
- 編集：高野隆一
- EED：大田和
- MA：松本能紀
- 選曲：高橋弘文
- 効果：神保大介
- スチール：渡辺亨
- 撮影台本：岡野勇気
- キャスティング：吉田裕之、芳井修
- 助監督：松本祐幸、満留浩昌、佐野智樹
- 製作担当：岡川晃基
- 制作進行：高橋誠喜
- 技術協力：ビデオフォーカス
- 音楽制作：日本コロムビア
- チーフプロデューサー：高橋健太郎、今井朝幸
- プロデューサー：阿部宏司、幸森軍也
- 制作：円谷映像、ダイナミック企画

## 主題歌
『体当たりの勇気』
作詞：永井豪 / 作・編曲：国本佳宏 / 歌：原田和代